# Vicente Tuason
Vicente Tuason (* 19. September 1903 in Wil SG als Josef Albert Vinzenz Tuason; † 7. Juli 1973 in Brig-Glis; heimatberechtigt in Jonschwil) war ein Schweizer Manager und Jurist.

## Leben

### Herkunft, Bildung
Tuasons Vater Josef Vincente Tuason war 1871 in Manila auf den Philippinen geboren worden. Dessen Vater war als Bankier tätig und hatte seinen Sohn 1883 in die Schweiz ins Institut Lutz in St. Gallen geschickt. Nach drei Jahren besuchte er für zwei Jahre die Kantonsschule in St. Gallen, absolvierte eine kaufmännische Lehre bei der Firma Müller in Wil, heiratete 1896 Maria Emma Engeler und wurde 1898 in Jonschwil eingebürgert. Er betrieb Handel mit Kolonial-, Spezerei- und Tuchwaren. Eine Schwester war die Schauspielerin Toni von Tuason.
Er besuchte das Kollegium St. Fidelis, wo er die Matura bestand. Schliesslich studierte er in Zürich, Bern und Berlin Rechtswissenschaften und schloss seine Studien 1927 mit einer Promotion zum Thema  Das Beweisrecht im st. gallischen Zivilprozess dargestellt unter Berücksichtigung der neueren schweizerischen Zivilprozessordnungen ab. 1929 erlangte er zudem das Anwaltspatent im Kanton St. Gallen.

### Beruf
Ab 1930 war er im Rechtsbüro der Generaldirektion der PTT tätig und stieg innerhalb weniger Jahre zum 1. Sektionschef des Rechtsdienstes auf. Auf den 1. August 1948 wurde er Generalsekretär und ab 1. Januar 1949 Direktor der Postabteilung. Im Rahmen einer Reorganisation der Generaldirektion der PTT wurde er auf den 1. Januar 1961 Generaldirektor und Vorsteher des Postdepartements. Von 1967 bis 1968 war er Präsident der Generaldirektion und trat 1969 in den Ruhestand.
Tuason war in seiner Karriere in Gremien des Weltpostvereins. In der europäischen Dachorganisation CEPT wurde er 1967 zum Vize-Präsidenten gewählt. Später wurde er ausserdem Präsident der Organisation.

### Privates
Er war ab 1931 mit Berta Maria Wilhelmina Arioli verheiratet.

## Ehrungen
- Heinrich-von-Stephan-Plakette: 1969[7]
- Philipp-Reis-Plakette: 1969[8]

## Werke
- Das Beweisrecht im st. gallischen Zivilprozess dargestellt unter Berücksichtigung der neueren schweizer. Zivilprozessordnungen. Zugleich Dissertation Universität Bern. Au, 1929.
- Generaldirektion PTT (Hrsg.): Das Recht der schweizerischen PTT-Betriebe. Stämpfli, Bern 1959.